# Charles-Thomas Maillard de Tournon
Charles-Thomas (Carlo Tommaso) Maillard de Tournon (21 de diciembre de 1668 - 10 de junio de 1710) fue un legado papal y cardenal de las Indias Orientales y China.

## Biografía
Tournon nació el 21 de diciembre de 1668 en Turín, en el seno de una noble familia saboyana; murió en Macao, el 8 de junio de 1710. Después de graduarse en derecho canónico y civil fue a Roma, donde ganó la estima de Clemente XI, que el 5 de diciembre de 1701 lo nombró legatario en las Indias Orientales y el Imperio Qing de China. El propósito de esta delegación era establecer la armonía entre los misioneros de allí; satisfacer las necesidades de estas extensas misiones; informar a la Santa Sede sobre el estado general de las misiones y las tareas de los misioneros y hacer cumplir la decisión del Santo Oficio contra la mayor tolerancia de los llamados ritos chinos entre los cristianos nativos. Estos ritos consistían principalmente en ofrecer sacrificios a Confucio y a los antepasados, y en usar los nombres chinos Tiān (cielo) y Shàngdì (supremo emperador) para el Dios de los cristianos. El 27 de diciembre de 1701, el Papa consagró al Obispo de Tournon en la Basílica Vaticana, con el título de Patriarca de Antioquía.
El legado abandonó Europa en el buque real francés Maurepas el 9 de febrero de 1703, llegando a Pondicherry en la India el 6 de noviembre de 1703. El 23 de junio de 1704, Tournon emitió en este lugar el decreto Inter graviores, prohibiendo sumariamente a los misioneros bajo severas censuras permitir la práctica ulterior de los ritos malabar.
El 11 de julio de 1704, Tournon zarpó rumbo a China con destino a las Islas Filipinas, llegando a Macao en China el 2 de abril, y a Pekín el 4 de diciembre de 1705. El emperador Kangxi lo recibió amablemente al principio, pero al enterarse de que había llegado a abolir los ritos chinos entre los cristianos nativos, exigió a todos los misioneros bajo pena de expulsión inmediata una promesa de mantener estos ritos.
En Roma, mientras tanto, el Santo Oficio se había pronunciado en contra de los ritos el 20 de noviembre de 1704, y conociendo esta decisión, el 25 de enero de 1707 el legado emitió un decreto en Nanjing, obligando a los misioneros bajo pena de excomunión latae sententiae a abolir estos ritos. A continuación, el emperador canguro ordenó a Tournon ser encarcelado en Macao y envió a algunos misioneros jesuitas a Roma para protestar contra el decreto. Tournon murió en la cárcel, poco después de ser informado de que había sido creado cardenal el 1 de agosto de 1707.
Al anunciarse su muerte en Roma, Clemente XI lo alabó por su valentía y lealtad a la Santa Sede y ordenó al Santo Oficio emitir un decreto (25 de septiembre de 1710) aprobando los actos del legado. Los restos de Tournon fueron traídos a Roma por su sucesor, Carlo Ambrogio Mezzabarba, y enterrados en la iglesia de Propaganda Fide el 27 de septiembre de 1723.
- Datos: Q1066243
- Multimedia: Charles Thomas Maillard de Tournon / Q1066243